# Aglaia cremea
Aglaia cremea é uma espécie de planta na família Meliaceae. É endêmica da Papua-Nova Guiné.